# Carl Elsener (1886–1950)
Carl Elsener (* 31. Juli 1886; † 22. Mai 1950) war ein Schweizer Unternehmer und Schwyzer Kantonsrat. Er führte die Firma Victorinox erfolgreich in der zweiten Generation.

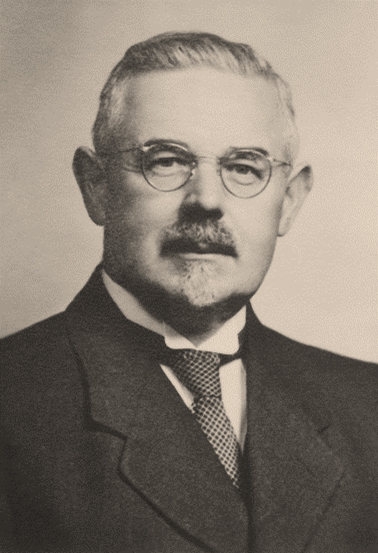
Carl Elsener 1886–1950

## Leben
Carl Elsener übernahm nach dem Tod seines Vaters Karl Elsener 1918 gemeinsam mit zwei Brüdern das Geschäft; ab 1929 war er Alleininhaber. Mit der Einführung des rostfreien Stahls 1921 wurde der frühere Fabrikname "Victoria" unter seiner Führung zum heute bekannten Firmennamen "Victorinox" erweitert.
Carl Elsener leitete die Automatisierung ein, um der steigenden Nachfrage nach Taschenmessern gerecht zu werden. 1931 liess er von der Firma Brown Boveri die weltweit erste vollelektrische Härterei in Ibach-Schwyz einrichten.
Unter Elsener konnte die ganze Belegschaft in den Krisenjahren von 1930 bis 1936 weiterbeschäftigt werden. Bei seinem Tod zählte die Firma bereits 230 Beschäftigte.
In den krisengeschüttelten Zeiten um den Zweiten Weltkrieg baute er die Produktion weiter aus, beschäftigte mehr Mitarbeitende und erstellte 1943 einen Fabrikneubau.
Carl Elsener war verheiratet mit Elise Elsener (1900–1991). Sie hatten zwei Söhne, Carl Elsener (1922–2013) und Eduard Elsener. Elise Elsener war zuerst die rechte Hand ihres Gatten. Nach seinem frühen Tod übernahm sie mit ihren beiden Söhnen Carl und Eduard die Betriebsleitung und arbeitete bis ins hohe Alter aktiv im Geschäft mit. Carl Elsener und seine Frau Elise sind zudem die Namensgeber der 1994 gegründeten Carl und Elise Elsener-Gut Stiftung.